# 巴尔哈塔乌帕齐拉
巴尔哈塔乌帕齐拉是孟加拉国內德羅戈納縣的一个乌帕齐拉，位於邁門辛專區的內德羅戈納縣。。

## 人口
據1991年孟加拉國人口普查，巴尔哈塔共有戶數32007戶，人口142174人。其中男性佔比51.4%，女性佔比48.6%；成年人口71214人。該地7歲以上人口之平均識字率為23.8%。